# Alfredo Méndez-Gonzalez
Alfredo Méndez-Gonzalez, CSC (Alfredo José Isaac Cecilio Francesco Méndez-Gonzalez de son nom complet), né le 3 juin 1907 et mort le 29 janvier 1995, est un ecclésiaste américain, évêque catholique de Porto Rico.

## Biographie
Alfredo Méndez-Gonzalez est né à Chicago en Illinois en 1907 et fut diplômé de l'université Notre-Dame-du-Lac en 1933. Il fut ordonné prêtre le 24 juin 1935 à Washington. Il fut nommé évêque du diocèse d'Arecibo par le pape saint Jean XXIII le 23 juillet 1960. Il fut consacré évêque le 28 octobre 1960 en la basilique du Sacré-Cœur de Notre Dame (en) par Francis Spellman. Il prit sa retraite en 1974 et déménagea en Californie.
En 1993, Alfredo Méndez-Gonzalez consacra évêque Clarence Kelly (en), un ancien prêtre de la Fraternité sacerdotale Saint-Pie-X, sans l'approbation papale au cours d'une cérémonie tenue à Carlsbad en Californie. Cette consécration fut annoncée après le décès d'Alfredo Méndez-Gonzalez en 1995.